# 美国谢绝来电计划
美国谢绝来电计划（英語：National Do Not Call Registry）旨在让美国消费者少收到录音电话促销。消费者可拨打1-888-382-1222注册该计划。谢绝来电计划从2003年开始设立，但因有异议延误至2004年实行。